# Assemblea nazionale (Serbia)
L'Assemblea nazionale della Repubblica di Serbia (in cirillico serbo: Народна скупштина, pronunciato Narodna skupština) è il parlamento monocamerale della Serbia.

## Ordinamento, elezioni e luogo di riunione
L'Assemblea nazionale è il massimo organo della rappresentanza popolare serba e detentore del potere legislativo. Ha il compito di approvare e abrogare le leggi, di modificare la costituzione, di ratificare i trattati internazionali, affida e revoca la fiducia al Governo, nomina i membri elettivi della Corte costituzionale e della Corte suprema, il governatore della Banca nazionale di Serbia e altri pubblici dirigenti.
Tutte le decisioni sono prese con una maggioranza relativa dei voti dei deputati, ad eccezione delle modifiche alla Costituzione, quando è necessaria una maggioranza di due terzi.
Le elezioni vengono annunciate dal presidente della Repubblica novanta giorni prima della fine della legislatura, e sessanta giorni dopo si tiene il voto.
L'Assemblea nazionale è composta da 250 membri eletti a suffragio universale dai cittadini che hanno compiuto 18 anni. Il sistema elettorale è quello proporzionale secondo il metodo D'Hondt con scrutinio di lista e soglia di sbarramento del 3%.
L'Assemblea nazionale ha un presidente (predsednik), cinque vicepresidenti (potpredsednici) e un segretario generale (generalni sekretar), ed è suddivisa in 20 commissioni (odbori) e 2 sottocommissioni (pododbori).
L'assemblea si riunisce nel Palazzo dell'Assemblea Nazionale a Belgrado.

## Storia

### Origini

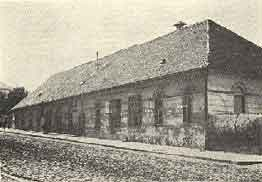
Il grande birrificio di Belgrado

Mentre i territori serbi erano ancora sotto il dominio ottomano, all'inizio del XIX secolo, in diverse città, avvenivano riunioni spontanee del popolo, quasi sempre tenute in luoghi aperti. Furono alcune di queste riunioni che diedero inizio alla prima rivolta serba del 1804, guidata da Đorđe Petrović e alla seconda del 1815, organizzata da Miloš Obrenović che, dopo la sconfitta delle armate turche, si autoproclamò principe di Serbia.
Dal 1815 al 1858, le assemblee venivano convocate dal principe o dal governo quando c'erano importanti decisioni da prendere col coinvolgimento della popolazione. Durante le sessioni dell'assemblea tenutasi nell'allora capitale Kragujevac, tra il 14 e il 16 febbraio 1835, fu ratificata la prima costituzione serba, nota col nome di Sretenjski ustav (Сретењски устав), dalla festa religiosa della Visitazione (in serbo Sretenje) che cadeva il primo giorno di riunione. All'assemblea, preceduta da preghiere e invocazioni allo Spirito Santo e presieduta dal principe Miloš, parteciparono circa 10 000 persone, per lo più contadini, oltre ai notabili che redassero, di fatto, il documento e che organizzarono i lavori. In questa costituzione appare per la prima volta l'Assemblea del popolo come organo ufficiale dello stato.
La costituzione rimase in vigore solo 55 giorni a causa della contrarietà dell'Impero ottomano a che la Serbia, suo tributario, si desse una legge come fosse uno stato indipendente. Il potere dell'assemblea, però, perdurò, e fu con l'appoggio di questa che, nel 1842, un gruppo di notabili depose il principe Mihailo III Obrenović e mise sul trono Aleksandar Karađorđević. Nel 1858, durante l'Assemblea di Sant'Andrea (Svetoandrejska skupština), che si tenne nel grande birrificio di Belgrado, il principe Aleksandar fu spodestato e fu decretato il ritorno sul trono di Miloš Obrenović. Si stabilì, in quella occasione, che l'assemblea del popolo fosse chiamata "Assemblea nazionale serba" (Srpska narodna skupština), nome che mantenne fino al 1918.
Sotto il regno di Milan IV, con la Serbia ormai indipendente, nel 1870 venne scritto il primo regolamento dell'assemblea e fu emanata la prima legge elettorale. Tra il 1869 e il 1903 in Serbia si alternarono quattro costituzioni: tutte trattarono anche della composizione e delle regole dell'Assemblea. In linea generale, erano elettori tutti i Serbi maschi maggiori di 21 anni che avessero un determinato reddito.
Nel corso degli anni cambiarono la durata della legislatura, da uno a quattro anni, la forma parlamentare che dal 1901 al 1903 fu bicamerale con la creazione del Senato, e la composizione che, prevedeva, di volta in volta alcuni membri nominati dal sovrano ad integrare quelli eletti dal popolo. Le diverse Costituzioni prevedevano, comunque, che nessuna legge potesse essere emanata o abrogata senza il voto parlamentare.

### Tra le due guerre mondiali

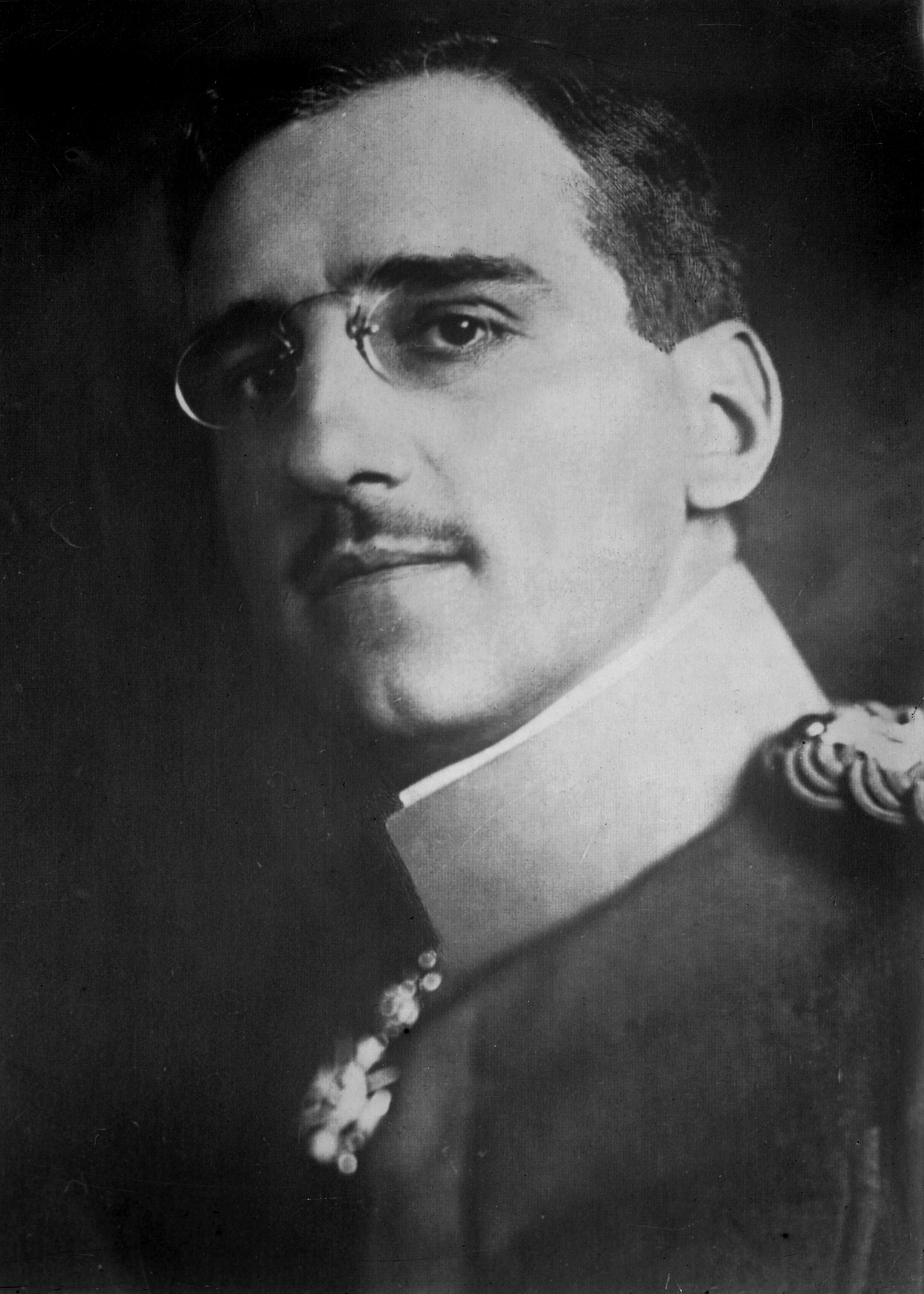
Alessandro I

Il principe Milan IV, nel 1882 si era proclamato re e aveva dato vita al nuovo Regno di Serbia. A re Milan succedette il figlio Alessandro che venne ucciso in seguito ad un complotto; al suo posto fu messo sul trono il principe Pietro Karađorđević che regnò col nome di Pietro I. La Serbia partecipò alla prima guerra mondiale e, con la sconfitta dell'Impero austro-ungarico, nel 1918 annesse a sé i territori slavi appartenenti ai domini asburgici. Pietro I venne nominato sovrano di un nuovo stato, il Regno dei Serbi, Croati e Sloveni. L'assemblea nazionale serba si riunì per l'ultima volta il 14 dicembre 1918.
Dopo l'unificazione, venne creata la "Rappresentanza provvisoria", una sorta di parlamento ad interim in cui erano rappresentate tutte le popolazioni riunite nel nuovo stato, ma la litigiosità delle diverse componenti etniche non permise mai il funzionamento dell'assemblea. Il 28 novembre 1920 si tennero le elezioni per l'Assemblea costituente che doveva redigere una nuova legge fondamentale e costituire un vero parlamento. La Costituzione entrò in vigore il 28 giugno 1921, dopo essere stata votata dai soli deputati di maggioranza. Il parlamento del Regno dei Serbi, Croati e Sloveni continuò la sua azione in un clima di forte instabilità politica che culminò, il 20 giugno 1928, con l'omicidio in aula del deputato croato Stjepan Radić da parte del collega montenegrino Puniša Račić: dopo i disordini che si crearono in séguito a questo atto, il sovrano Alessandro I succeduto a re Pietro nel 1921, il 6 gennaio 1929 instaurò una dittatura personale. Mutò il nome dello stato in Regno di Jugoslavia, accentrò su se stesso tutti i poteri e abrogò la costituzione. I partiti politici vennero messi fuori legge ad eccezione del "Partito nazionale jugoslavo". Nel 1931, venne concessa una nuova costituzione che introdusse il Senato, di nomina regia, con tanti membri quanti erano quelli dell'Assemblea nazionale eletti dal popolo. Nel 1934 re Alessandro fu ucciso in un attentato a Marsiglia: gli succedette il cugino principe Paolo Karađorđević, come reggente dell'erede legittimo principe Pietro. Il 26 agosto 1939, un regio decreto della Reggenza l'Assemblea fu sciolta e non furono indette nuove elezioni.
Nell'aprile del 1941, la Jugoslavia fu invasa dalle potenze dell'Asse: Belgrado divenne la capitale di uno stato amministrato dalla Germania nazista a capo del quale c'era il generale Milan Nedić. Durante l'occupazione, l'edificio dell'Assemblea nazionale fu il centro del comando tedesco.

### Dal secondo dopoguerra
Nell'ottobre del 1944 l'Esercito popolare di liberazione della Jugoslavia del maresciallo Tito riconquistò la Serbia e si insediò a Belgrado per ricostruire lo stato unitario. Il Consiglio antifascista di liberazione popolare della Jugoslavia, nel 1943, aveva stabilito la creazione di uno stato federale di stampo socialista diviso in cinque repubbliche.
Nell'agosto del 1945, nel palazzo dell'Assemblea nazionale fu celebrata la terza sessione del Consiglio, che tracciò le basi del futuro assetto istituzionale e indisse le elezioni per l'assemblea costituente, che si tennero nel mese di novembre. La costituzione fu promulgata nel gennaio del 1946, e la Costituente si trasformò in Assemblea nazionale della Repubblica Federativa Popolare di Jugoslavia che nel 1963 assunse il nome di Repubblica Socialista Federale di Jugoslavia. La Serbia fu organizzata nella Repubblica Socialista di Serbia che venne dotata di una propria assemblea nazionale che ebbe come sede un edificio costruito appositamente tra il 1945 e il 1954 lungo la via Kralja Milana.
Le dichiarazioni d'indipendenza di Slovenia, Croazia, Bosnia ed Erzegovina e Macedonia misero fine alla Jugoslavia socialista. Le Repubbliche di Serbia e di Montenegro decisero di rimanere unite, e il 27 aprile 1992 nacque la Repubblica Federale di Jugoslavia che si dotò di una propria assemblea legislativa che mantenne le sue funzioni anche quando lo stato cambiò denominazione in Serbia e Montenegro il 4 febbraio 2003: il parlamento era composto da 136 deputati.
Nel 2006 il Montenegro decise, con un referendum, di diventare indipendente. Il parlamento di Belgrado, allora, assunse nuovamente la primitiva funzione, ossia quella di Assemblea nazionale serba.